# Rue de la Liberté (Dijon)
Pour les articles homonymes, voir Rue de la Liberté (homonymie).
La rue de la Liberté est l'une des principales rues piétonnes commerçantes du centre historique de Dijon.

## Situation et accès
Elle relie la place Darcy et son jardin Darcy au palais des ducs et des états de Bourgogne de la place de la Libération en longeant la place François-Rude. Cette rue très fréquentée, réservée aux piétons, est bordée d'immeubles dont une grande partie, allant du XVe siècle au XVIIIe siècle, est classée monument historique.

## Origine du nom
Ce nom, donné pour la première fois sous la Révolution, reprend le terme « Liberté » de la devise de la République française : « Liberté, Égalité, Fraternité ».

## Historique

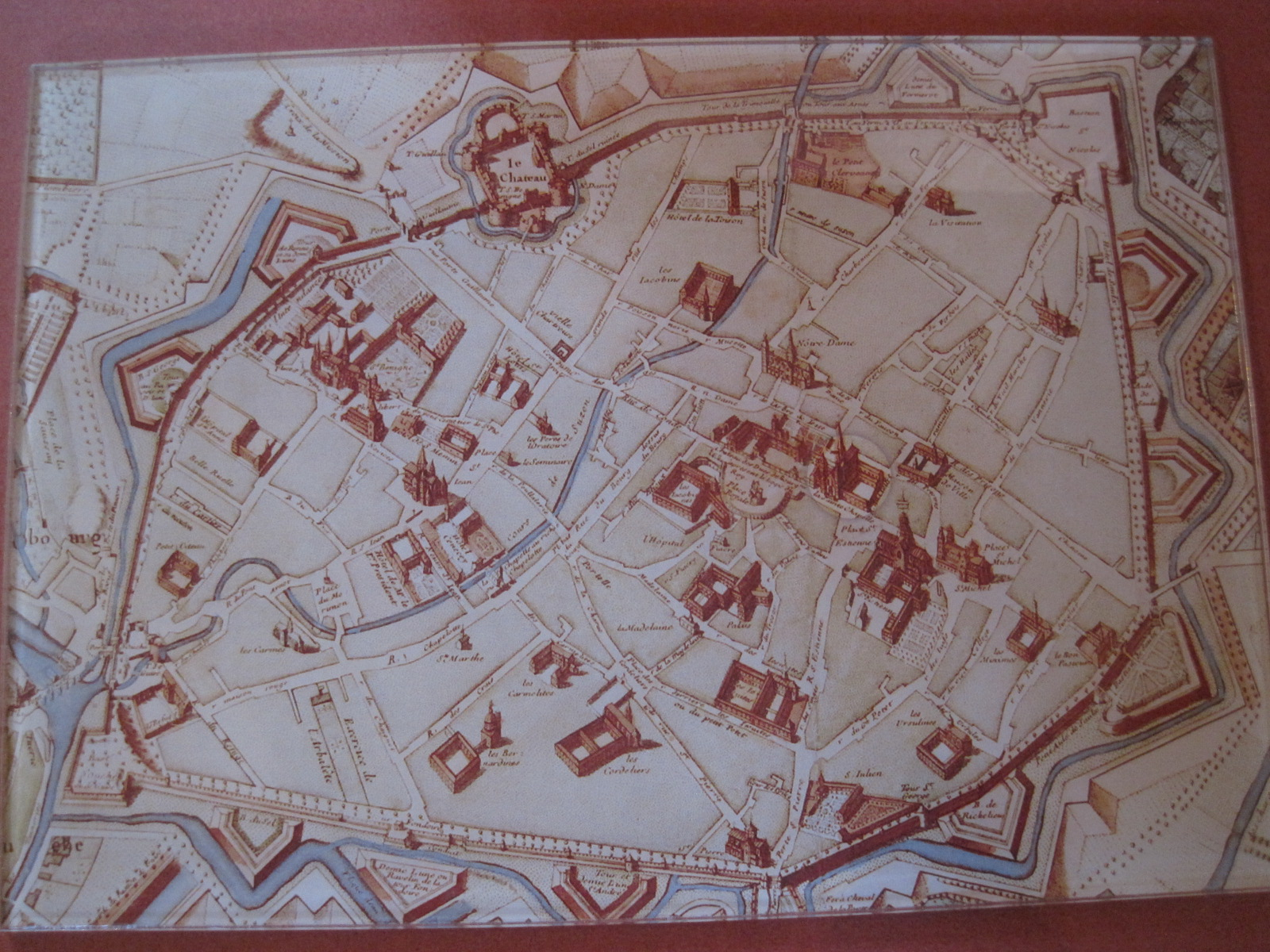
Dijon et ses anciennes rue Porte-Guillaume et rue Condé, sur un plan qui daterait de 1705.

Avant la Révolution, la partie de la rue allant de l'actuelle place Darcy jusqu'à l'actuelle rue Bossuet s'appelait rue Porte-Guillaume ; le reste, allant jusqu'à l'actuelle place de la Libération, s'appelait rue Condé. Cette dernière partie de la rue a été percée entre 1721 et 1725. Auparavant, la rue se poursuivait rue des Forges .
En 2012, la rue est devenue piétonne. Les bus et les voitures y ont été interdits. La fréquentation de la rue a fortement augmenté en cinq ans, passant de 40 000 à 75 000 personnes. France 3 Bourgogne-Franche-Comté estime que « la rue est devenue un lieu de balade incontournable, un carrefour stratégique pour les touristes ».

## Bâtiments remarquables et lieux de mémoire

### De la place Darcy à la rue du Château

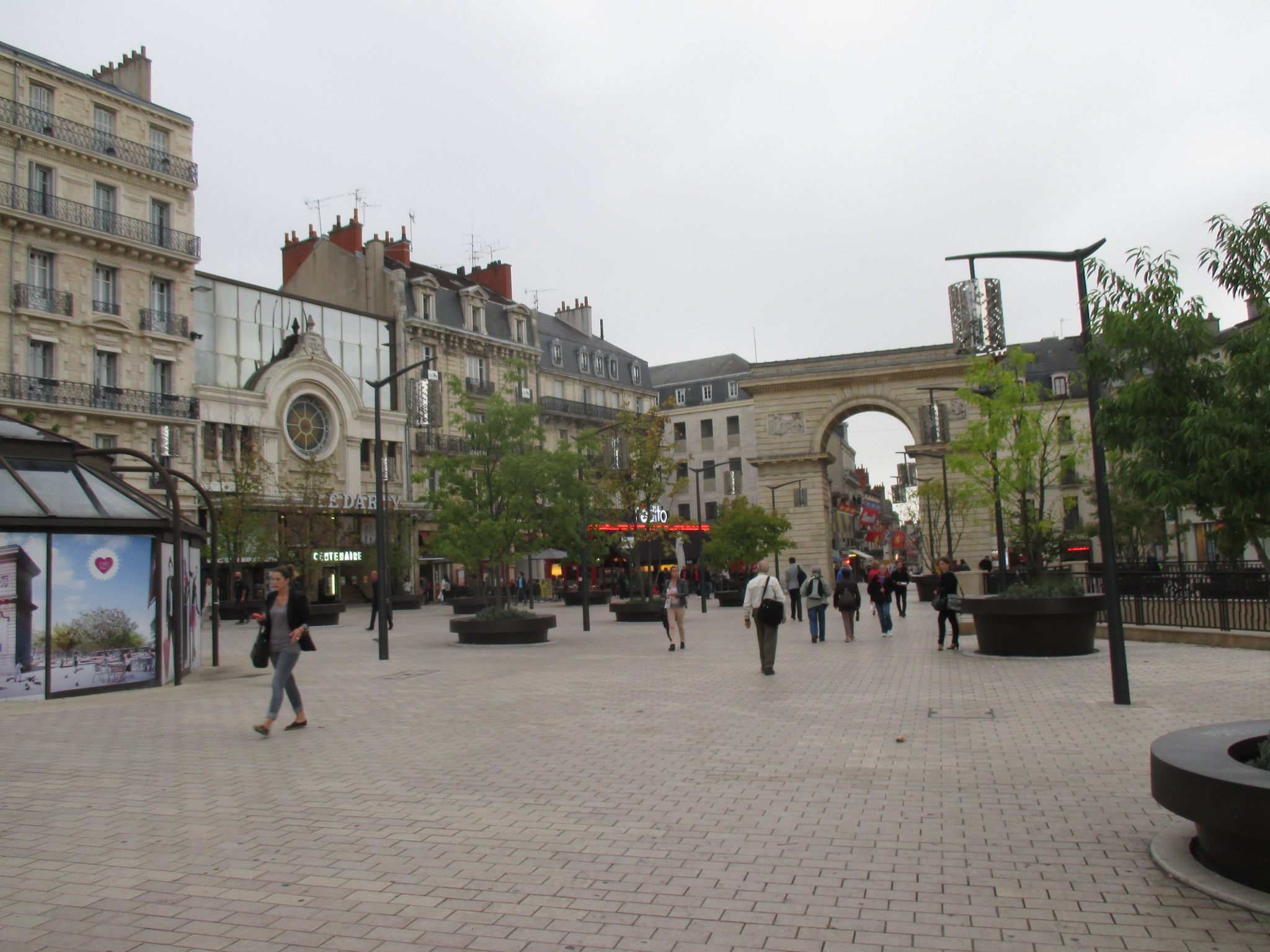
La porte Guillaume, place Darcy, une des entrées de la rue de la Liberté.

Près de l'entrée de cette partie de la rue de la Liberté s'élève la porte Guillaume, un des symboles de la ville, achevée en 1788. Cette ancienne porte faisait initialement partie de la ceinture de remparts qui entourait Dijon. L'immeuble n°1, qui forme l'angle avec la rue de la Poste, est un ancien grand magasin de vêtement, « À la Ville d'Elbeuf » et abrite aujourd'hui une agence de banque Société générale. L'immeuble qui fait l'angle avec la rue Docteur-Maret est occupé par l'hôtel Darcy Dijon centre, ancien hôtel du Nord, fondé en 1855.
Cette section de la rue, appelée autrefois rue Porte-Guillaume, comportait au Moyen Âge et jusqu'au XIXe siècle de nombreuses hôtelleries, au nom pittoresque, comme l'hôtellerie du Cerf-Volant. Elles ont été remplacées au XIXe siècle et dans la première moitié du XXe siècle par des immeubles. L'hôtel de la Cloche, au numéro 9, était l'une des plus célèbres hôtelleries, connue au moins dès 1424. Elle a été transférée place Darcy dans un nouveau bâtiment construit de 1881 à 1884. Une plaque commémorative rappelle que l'empereur Napoléon III a logé à l'ancien hôtel de la Cloche dans la nuit du 1er au 2 juin 1856. Une autre plaque indique que les romanciers russes Léon Tolstoï et Ivan Tourgueniev ont séjourné là du 9 au 14 mars 1857.
De l'autre côté de la rue et un peu plus loin, devant la rue Mably, se trouvait l'hôtellerie de la Croix d'Or où Voltaire, venu de son château de Ferney et se rendant à Paris, logea les 7 et 8 février 1778. Il soupa « dans la grande chambre du premier, dont les trois fenêtres [avaient] vue sur la rue Mably. » La maison fut remplacée à la fin des années 1920 par l'immeuble abritant la pharmacie Bruant, au sommet de la façade duquel figure un bas-relief rectangulaire représentant une femme réalisant une préparation pharmaceutique dans un mortier.
Dans l'immeuble du XVIIIe siècle du numéro 32, à l'intersection de la rue du Chapeau Rouge, est installée la célèbre épicerie Maille de moutarde de Dijon, anciennement Grey Poupon et présente depuis 1777. D'anciens pots de moutarde en faïence y sont exposés.

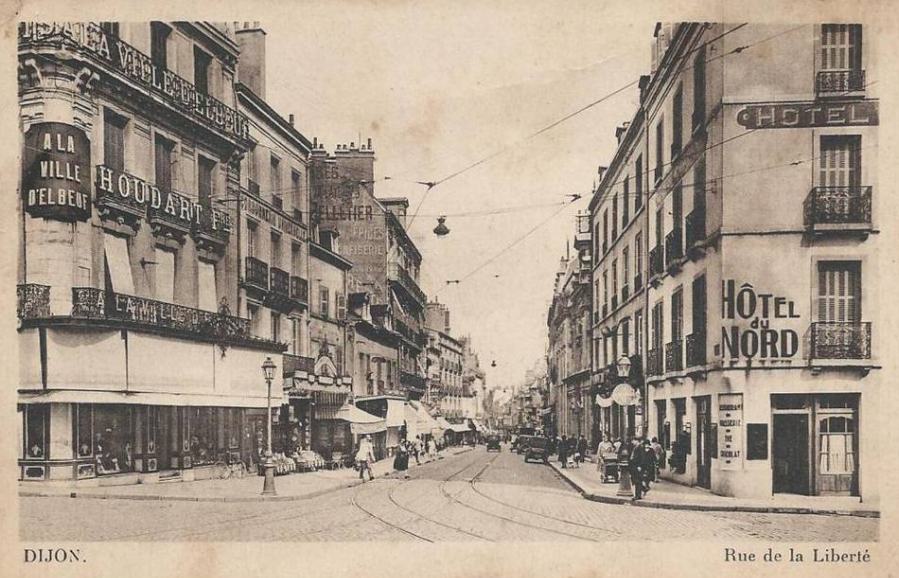
L'ancien grand magasin À la Ville d'Elbeuf au n° 1, et l'hôtel du Nord.
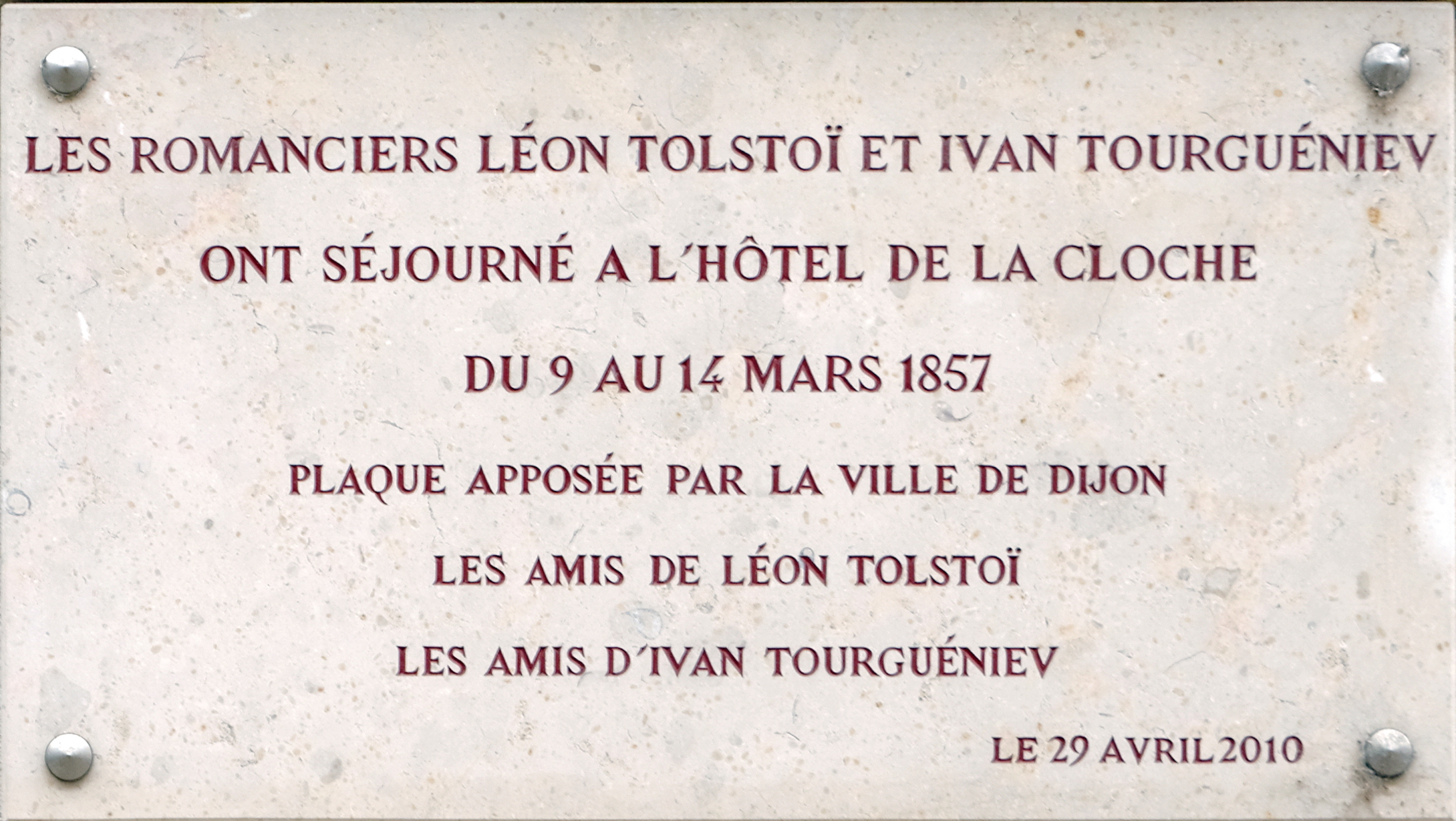
Plaque commémorative à l'ancien emplacement de l'hôtel de la Cloche, au n°9.
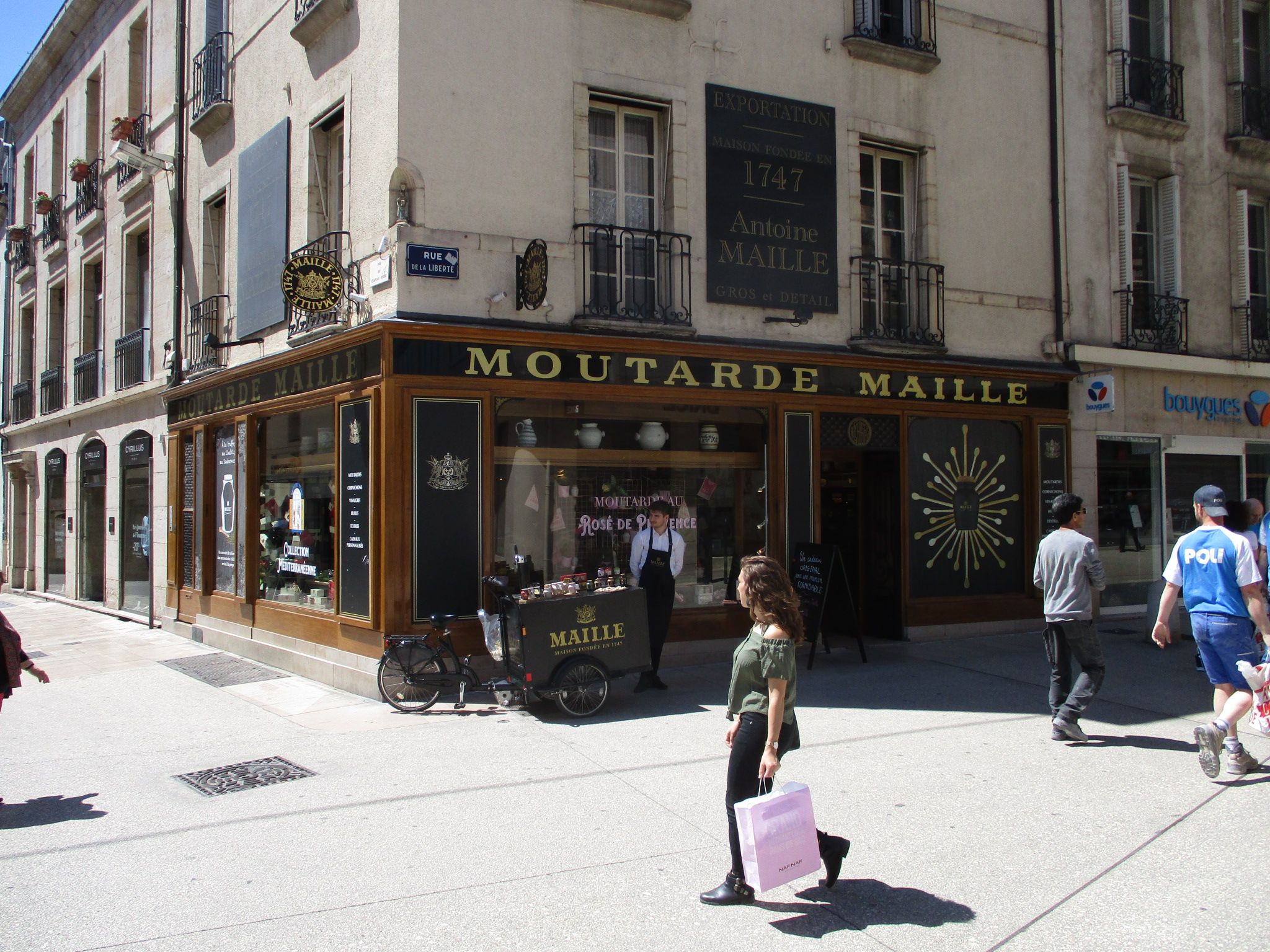
Épicerie Maille (moutarde de Dijon) au n° 32, rue du Chapeau Rouge.
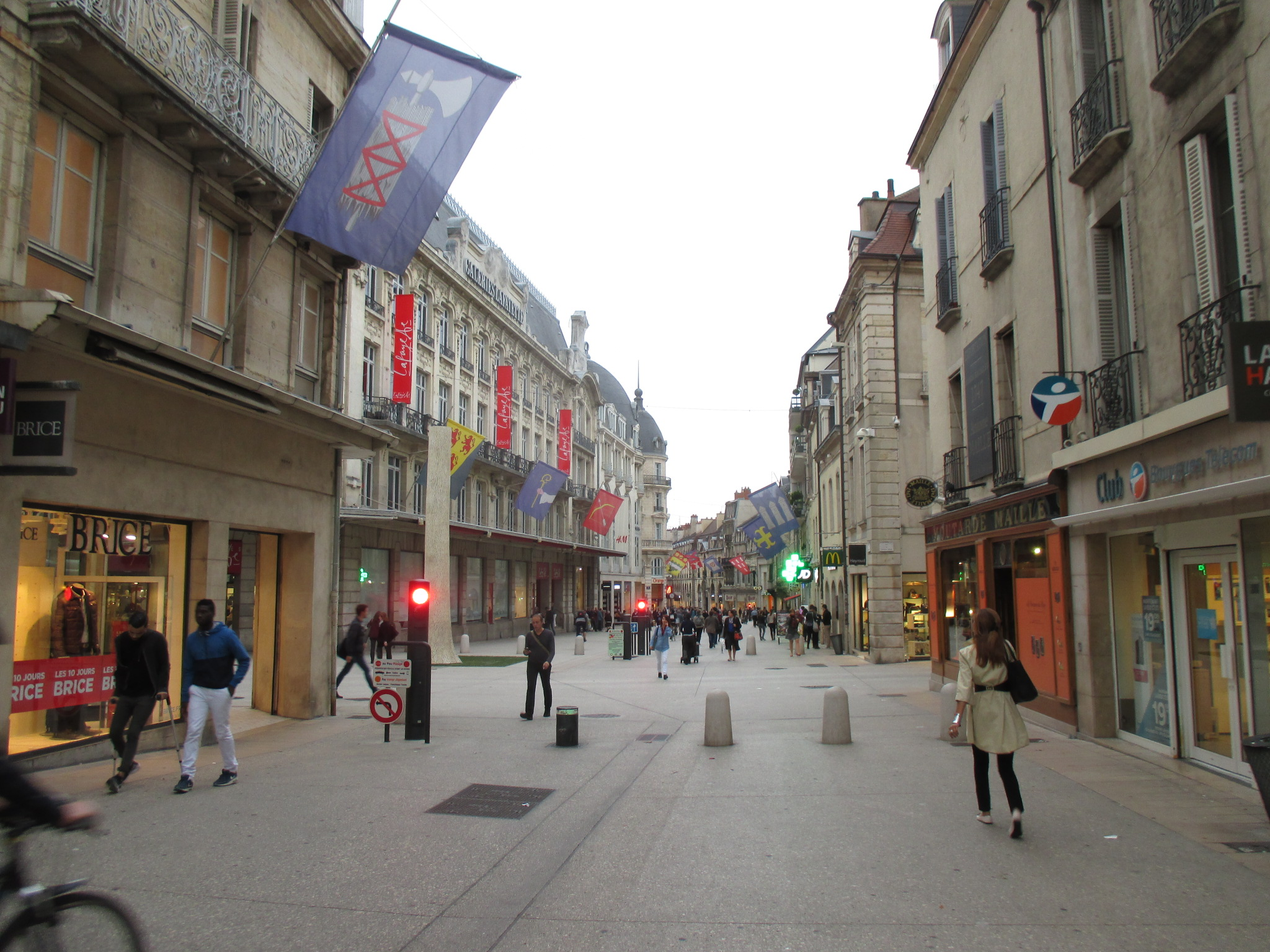

### De la rue du Château au Coin du Miroir
Cette partie de la rue est située entre les rues du Château et du Chapeau-Rouge d'une part, et les rues des Godrans et Bossuet d'autre part. Les anciennes maisons qui s'élevaient sur le côté nord de la rue ont été remplacées dans les années 1920 par deux grands magasins : les Galeries Lafayette, anciens « Magasins Modernes », construits de 1922 à 1924 à la place d'une ancienne hôtellerie, l'hôtel de la Galère. Plus loin se trouve le magasin de prêt-à-porter H&M, ancien magasin Au Pauvre Diable dont la façade Art déco sur la rue de la Liberté date de 1925.

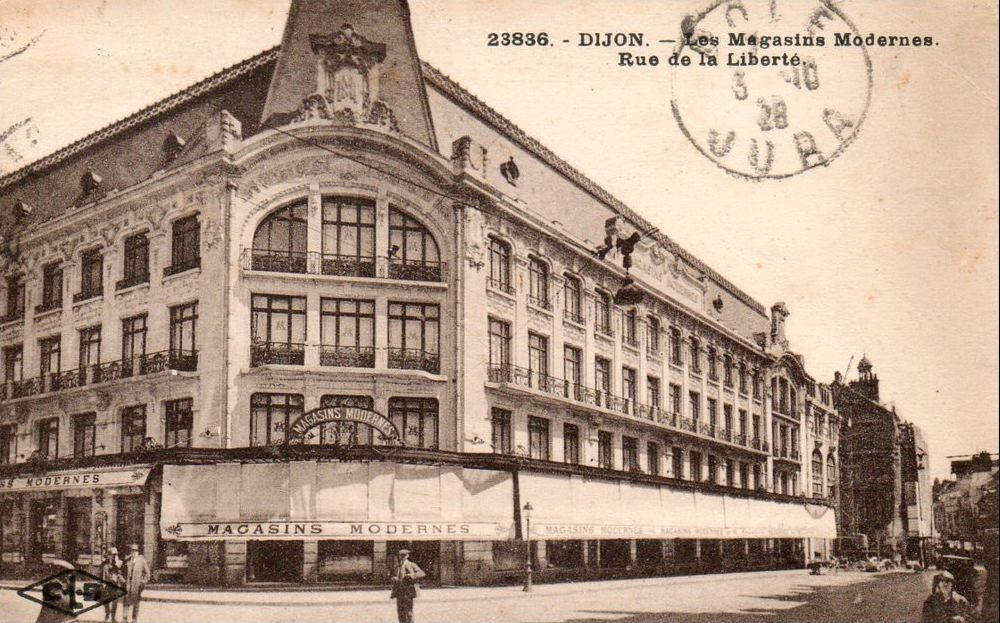
Les Magasins Modernes construits de 1922 à 1924, actuelles Galeries Lafayette
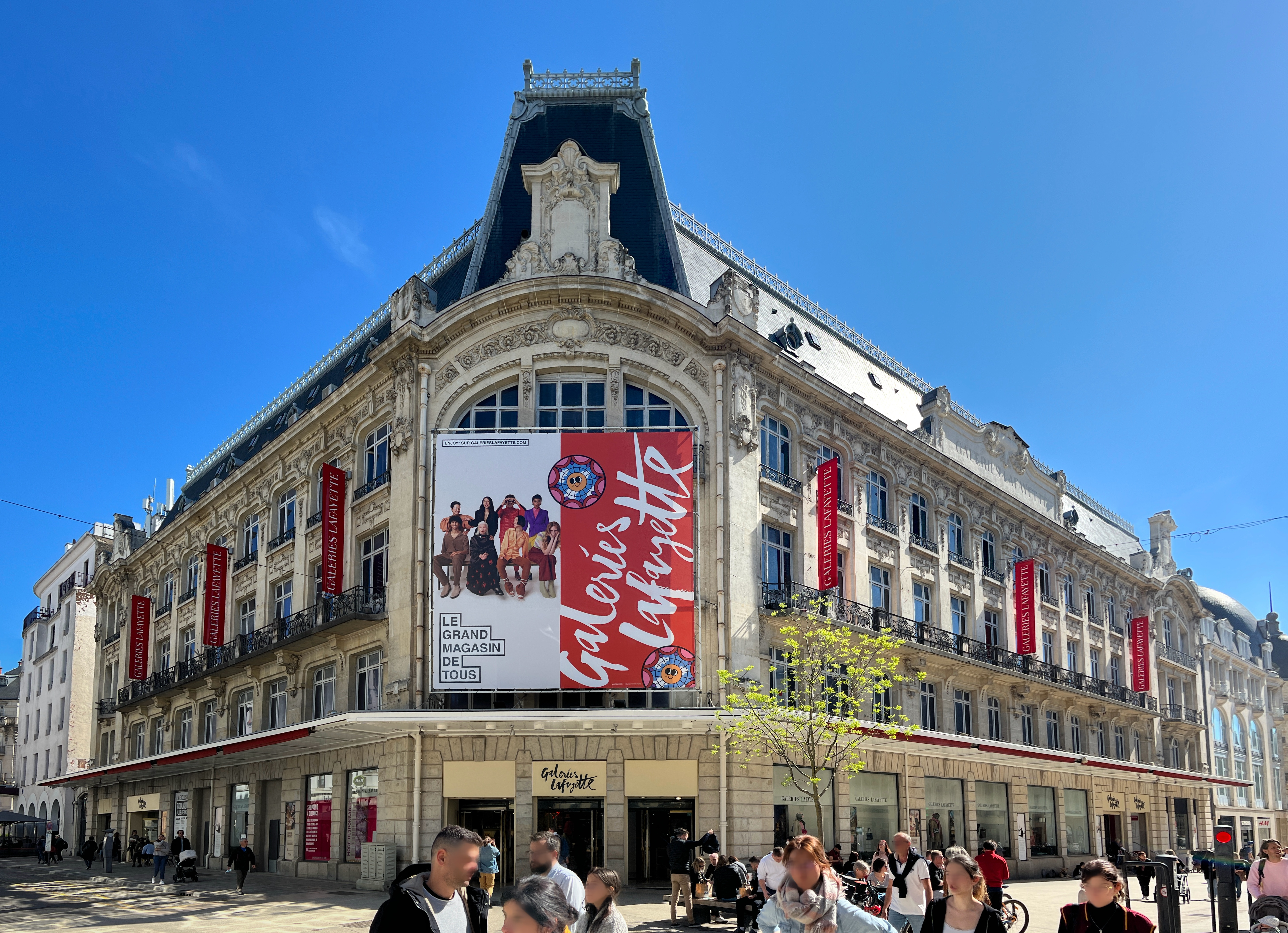
Les Galeries Lafayette
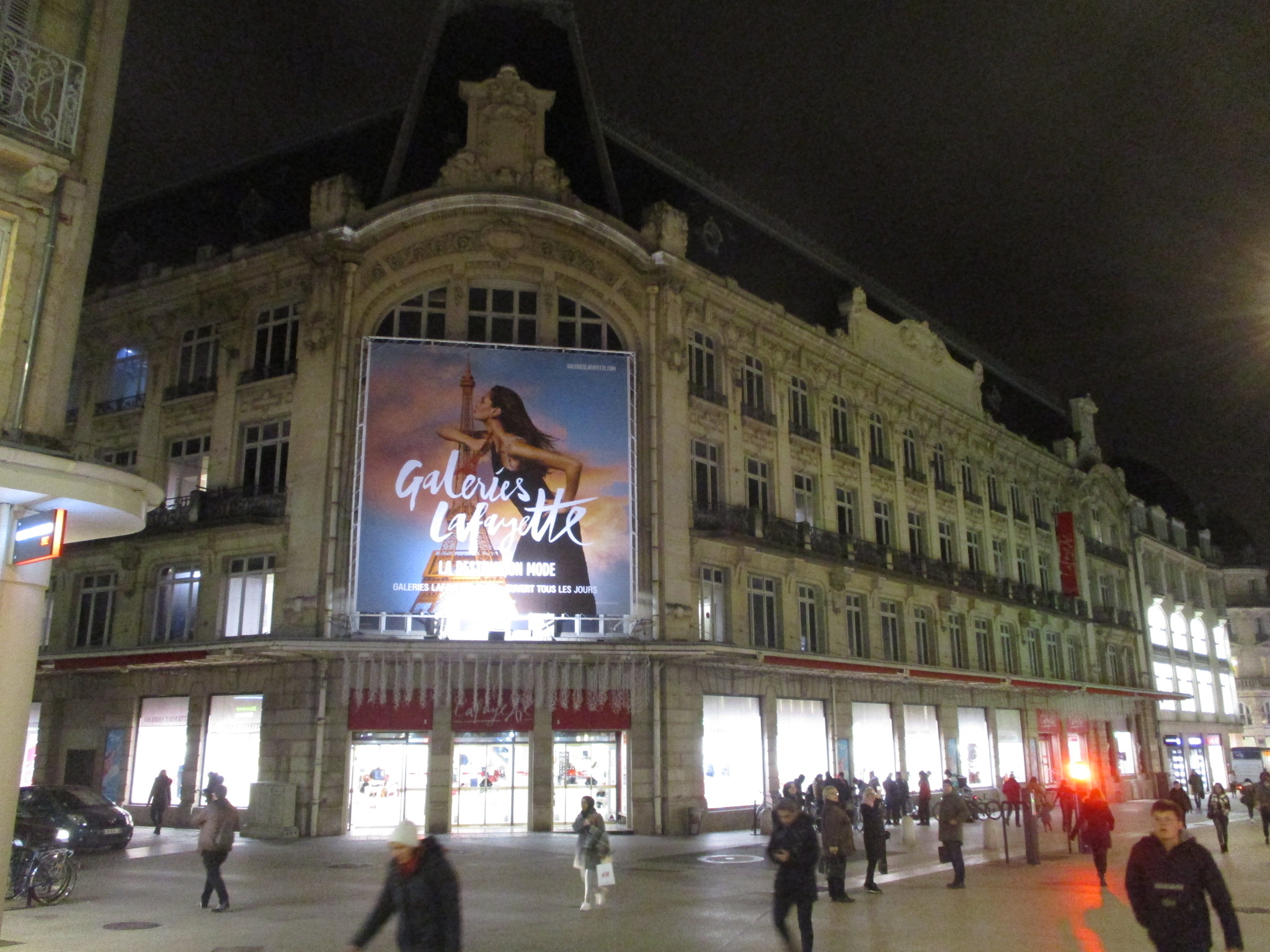
Les Galeries Lafayette de nuit
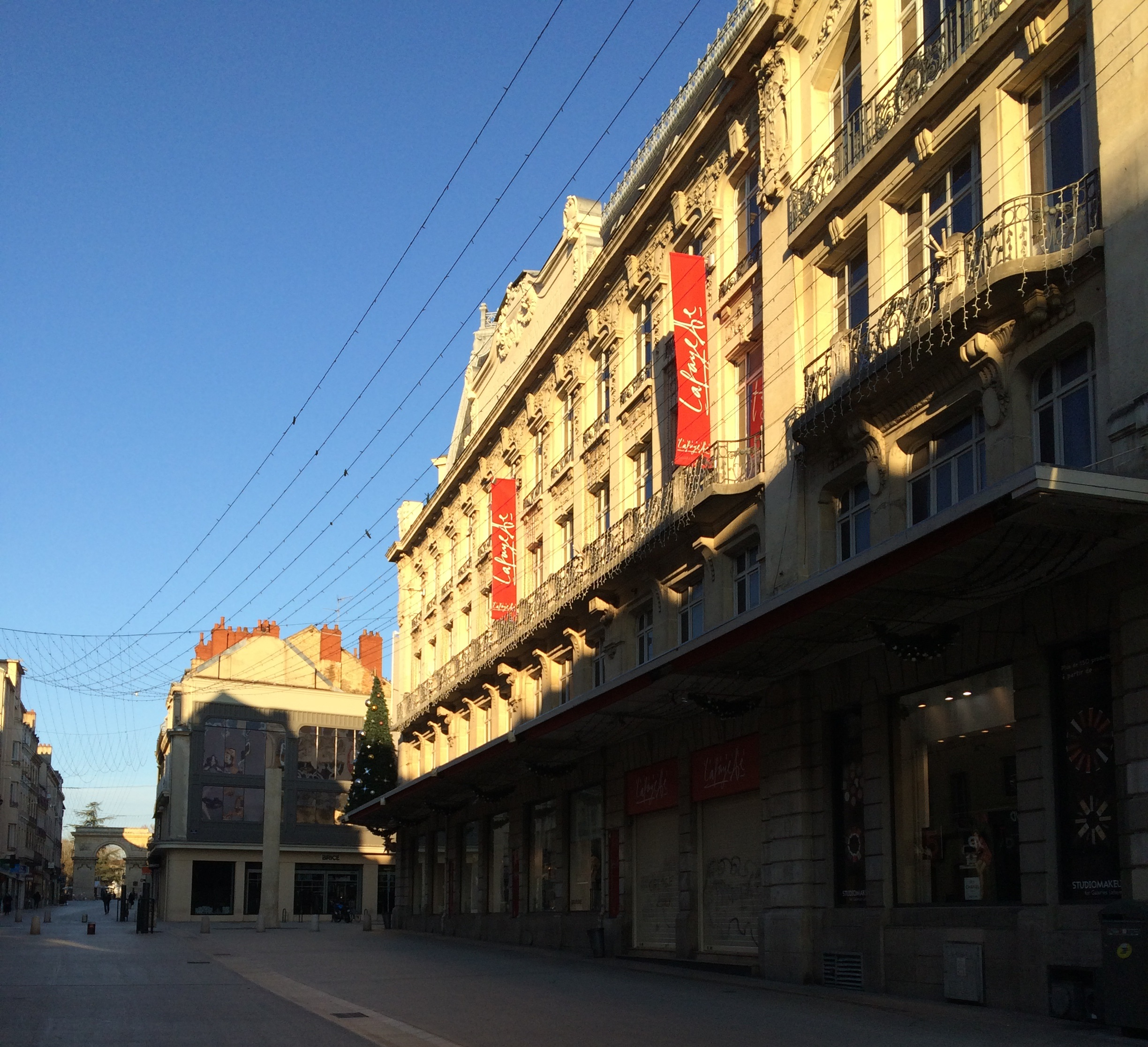
Les Galeries Lafayette
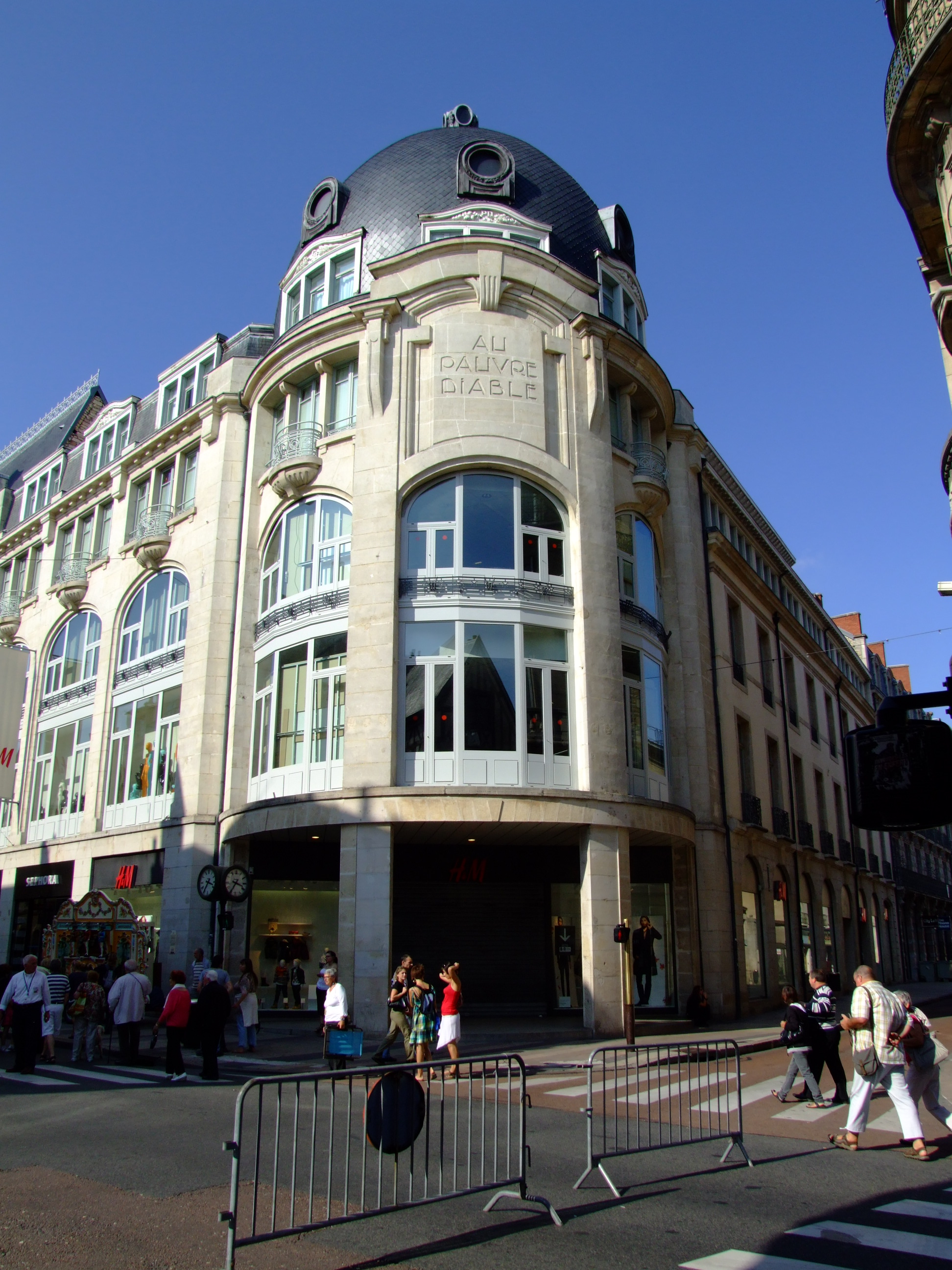
Ancien grand magasin Au Pauvre Diable

### Le Coin du Miroir
Le nom de « Coin du Miroir » est une très ancienne dénomination, attestée au moins dès le XIVe siècle, qui désigne le carrefour formé par la rue de la Liberté, les rues Bossuet et des Godrans, et plus spécialement l'espace situé devant l'ancien Pauvre Diable (aujourd'hui H&M). Le nom de Coin du Miroir vient de l'ancienne maison du Miroir qui s'élevait à l'emplacement du Pauvre Diable. Cet hôtel du XIIIe siècle, édifié en pierre de taille, était percé au premier étage de grandes baies ogivales et comportait un couronnement à quatre créneaux derrière lesquels s'élevait un gâble en gradins. Sa position d'observatoire à un carrefour lui avait vraisemblablement valu son nom, venant du latin mirari, regarder. La maison, acquise en 1413 par les religieux de la chartreuse de Champmol, fut démolie en 1767.
En face, à l'angle de la rue de la Liberté et de la rue Bossuet, s'élève l'ancien hôtel Millière, du XVIIe siècle, orné d'une remarquable échauguette circulaire Renaissance, sur laquelle un écusson ovale porte les armes parlantes des Millière, un peu effacées : « d'azur à trois tiges de millet d'or ».

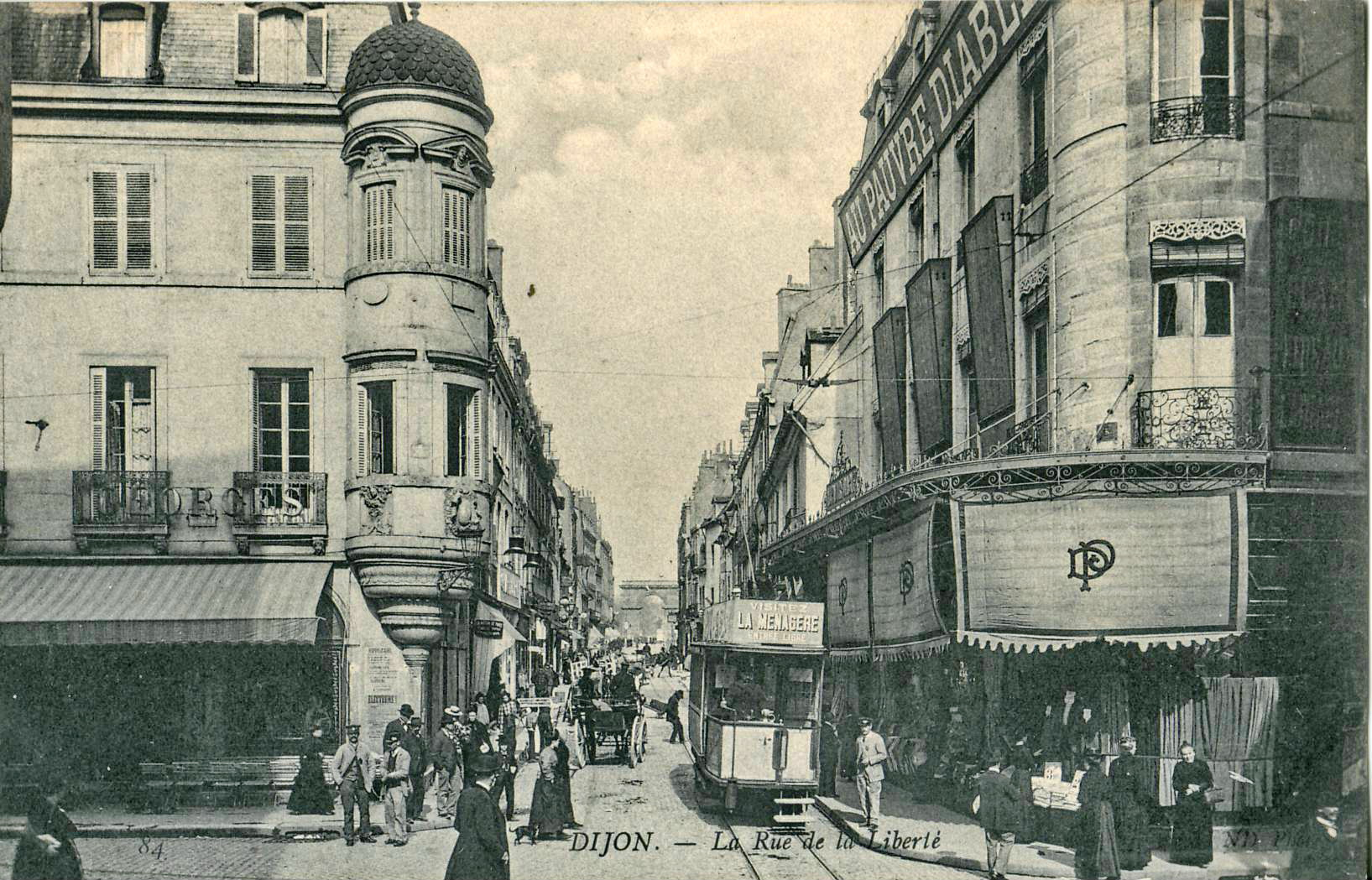
L'hôtel Millière (à gauche), l'ancien grand magasin Au Pauvre Diable (à droite) et l'ancien tramway de Dijon
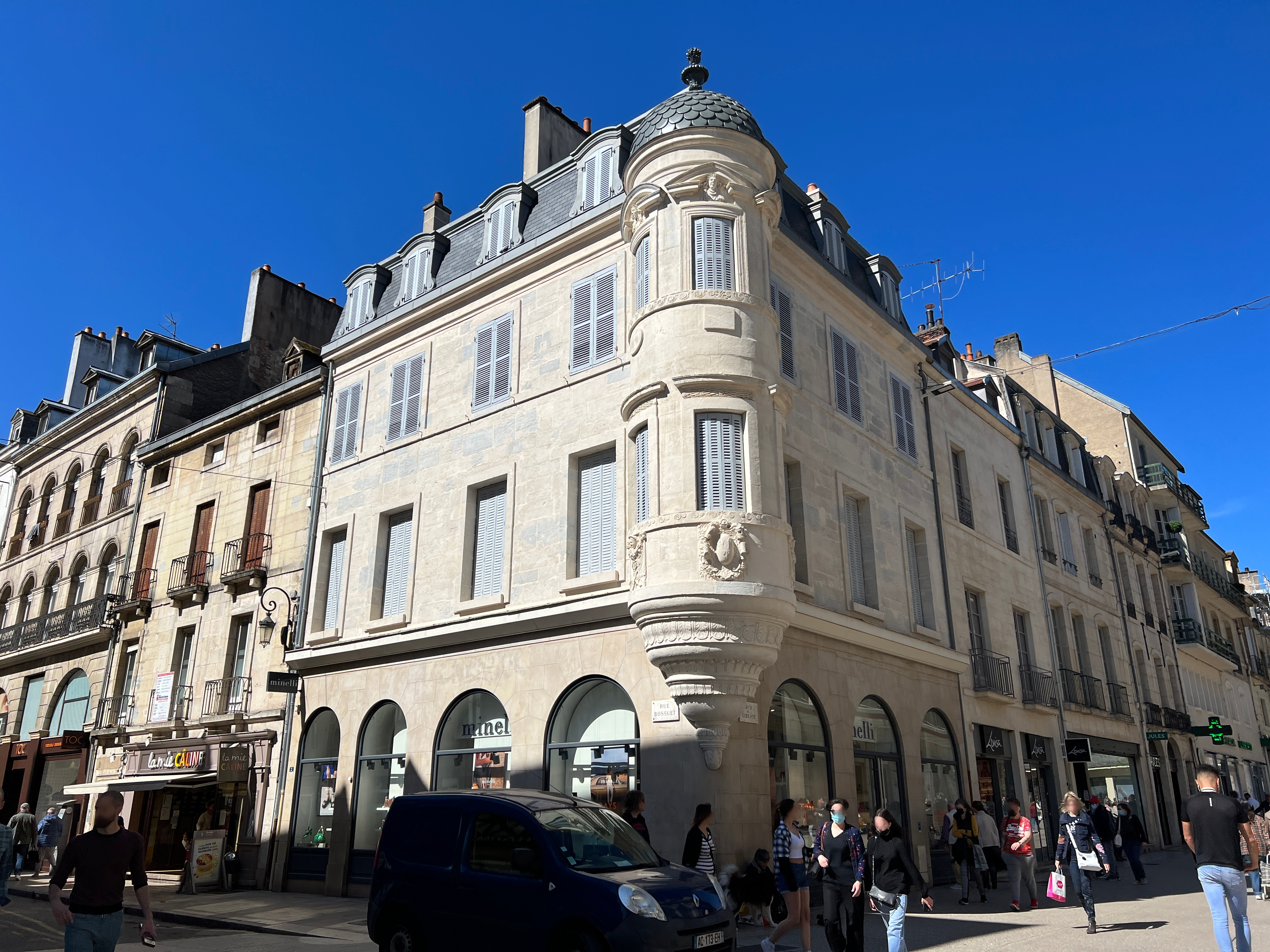
L'hôtel Millière, à l'angle de la rue de la Liberté et de la rue Bossuet
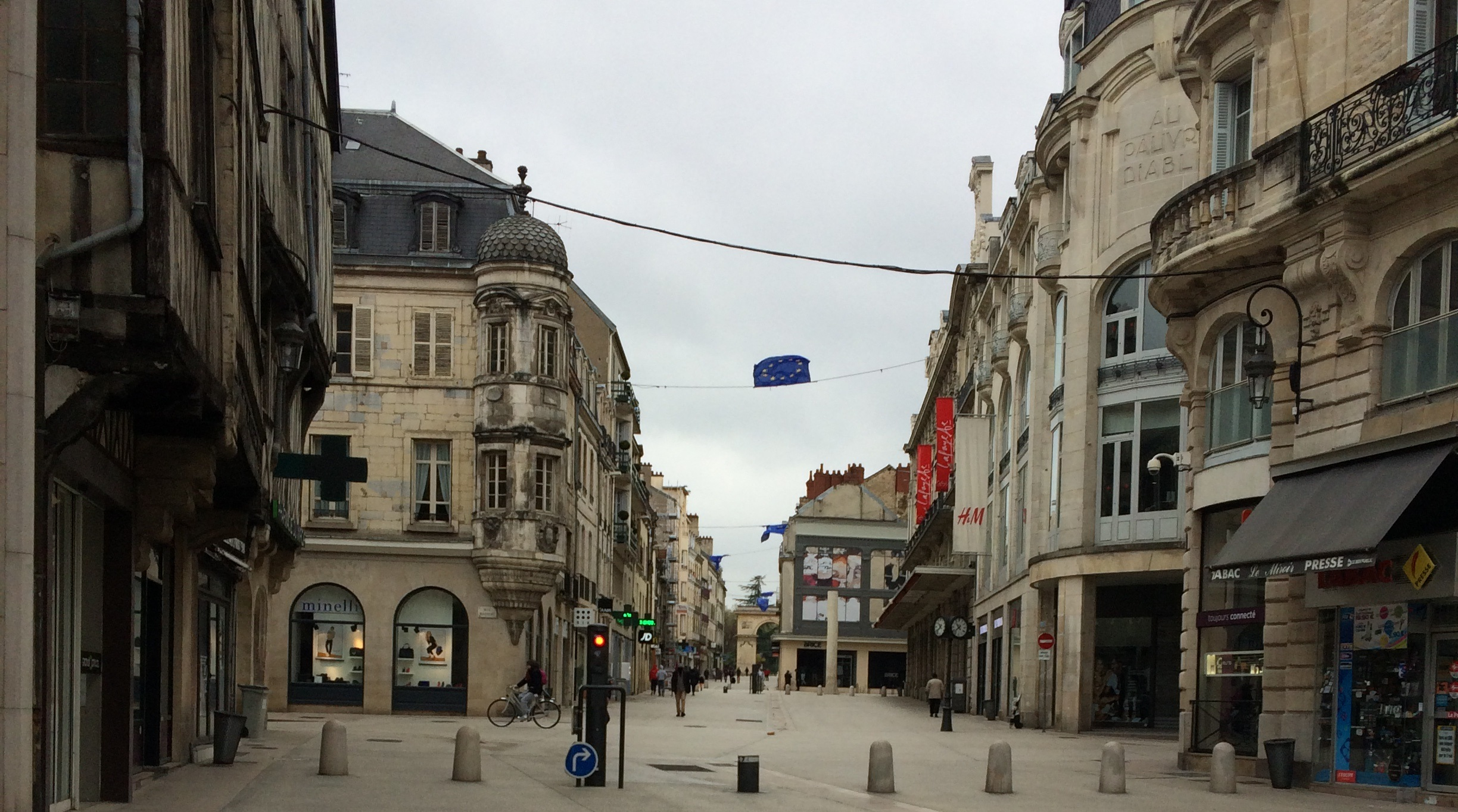
Le Coin du Miroir
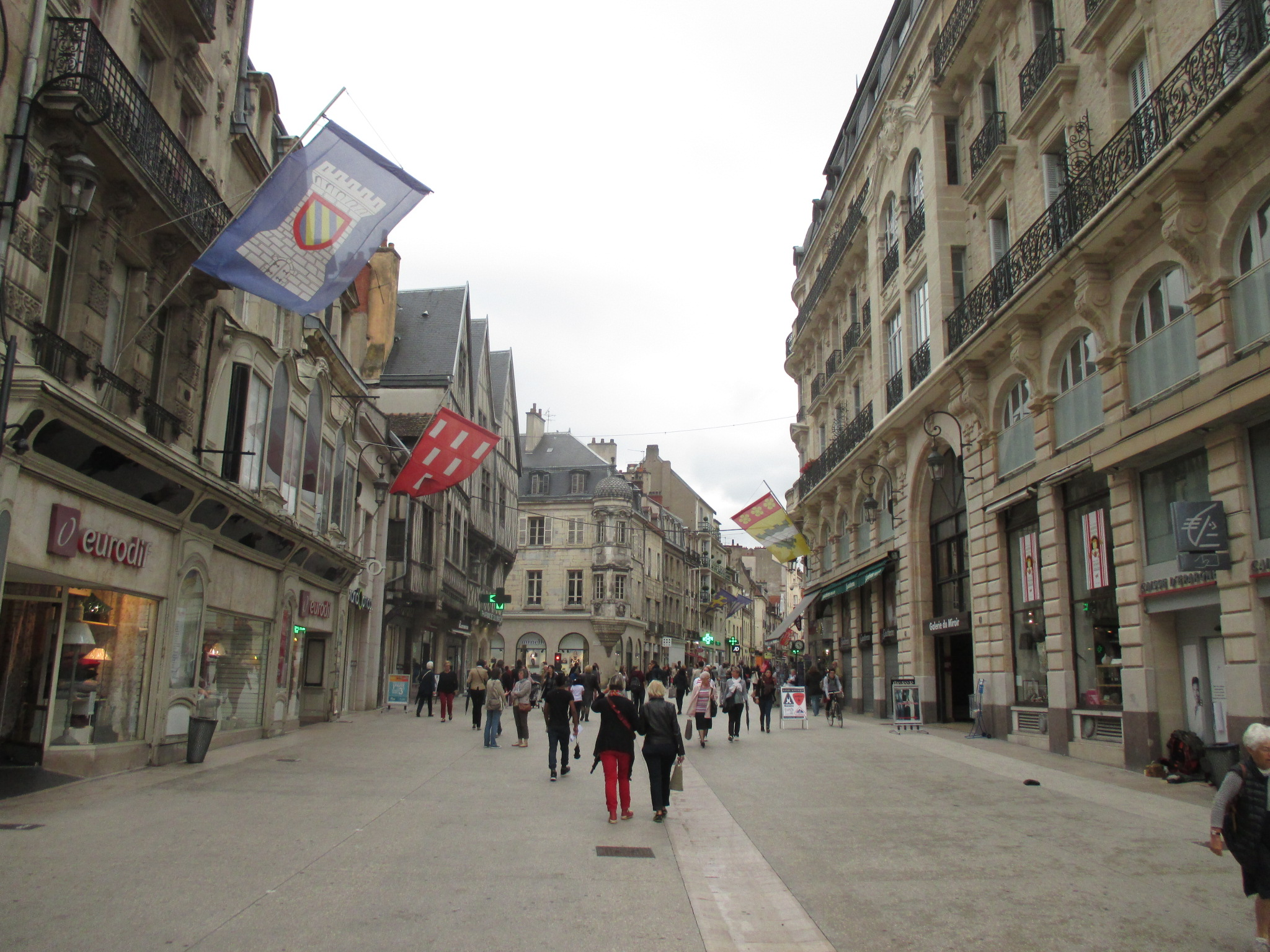

### Du Coin du Miroir à la place François-Rude
Tout le côté nord de cette partie de la rue est occupé par l'immeuble construit de 1895 à 1897 pour le grand magasin À la Ménagère, reconverti en logements et en une galerie commerciale, la Galerie du Miroir. Sur le côté sud s'élève, à l'angle avec la rue Bossuet, la célèbre maison à colombages, construite dans la deuxième moitié du XVe siècle, à laquelle ses trois pignons ont valu la dénomination de maison aux Trois Visages. Une pharmacie y est installée depuis au moins le XIXe siècle. Deux parties de la maison aux Trois Visages ont été restaurées en 2024, les colombages étant repeints en rouge. Une autre maison à colombages est accolée à la maison aux Trois Visages. Puis il se trouve au n°68 le remarquable hôtel Burteur, du XVIIIe siècle.

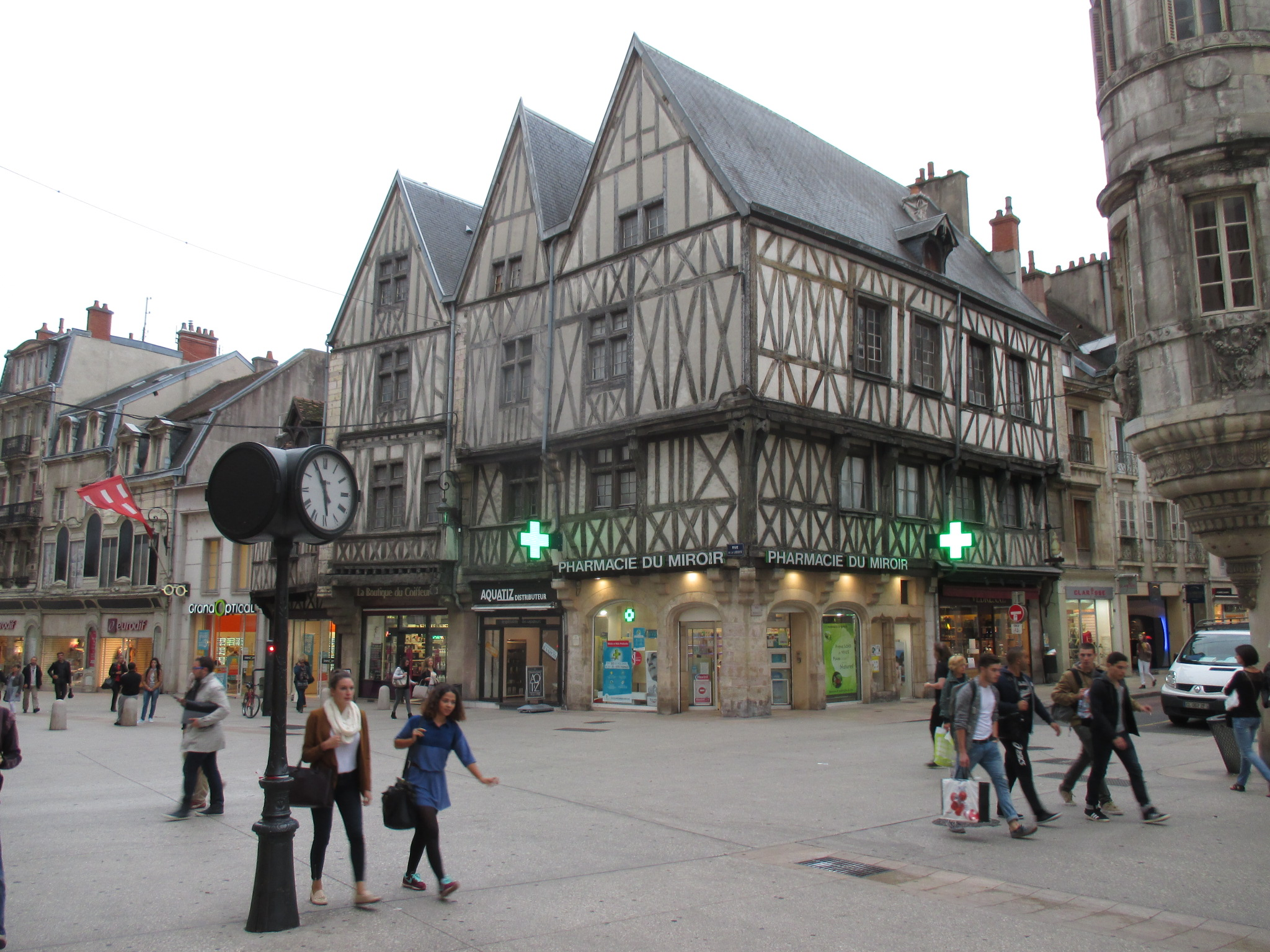
La maison aux Trois Visages à l'angle de la rue de la Liberté et de la rue Bossuet.
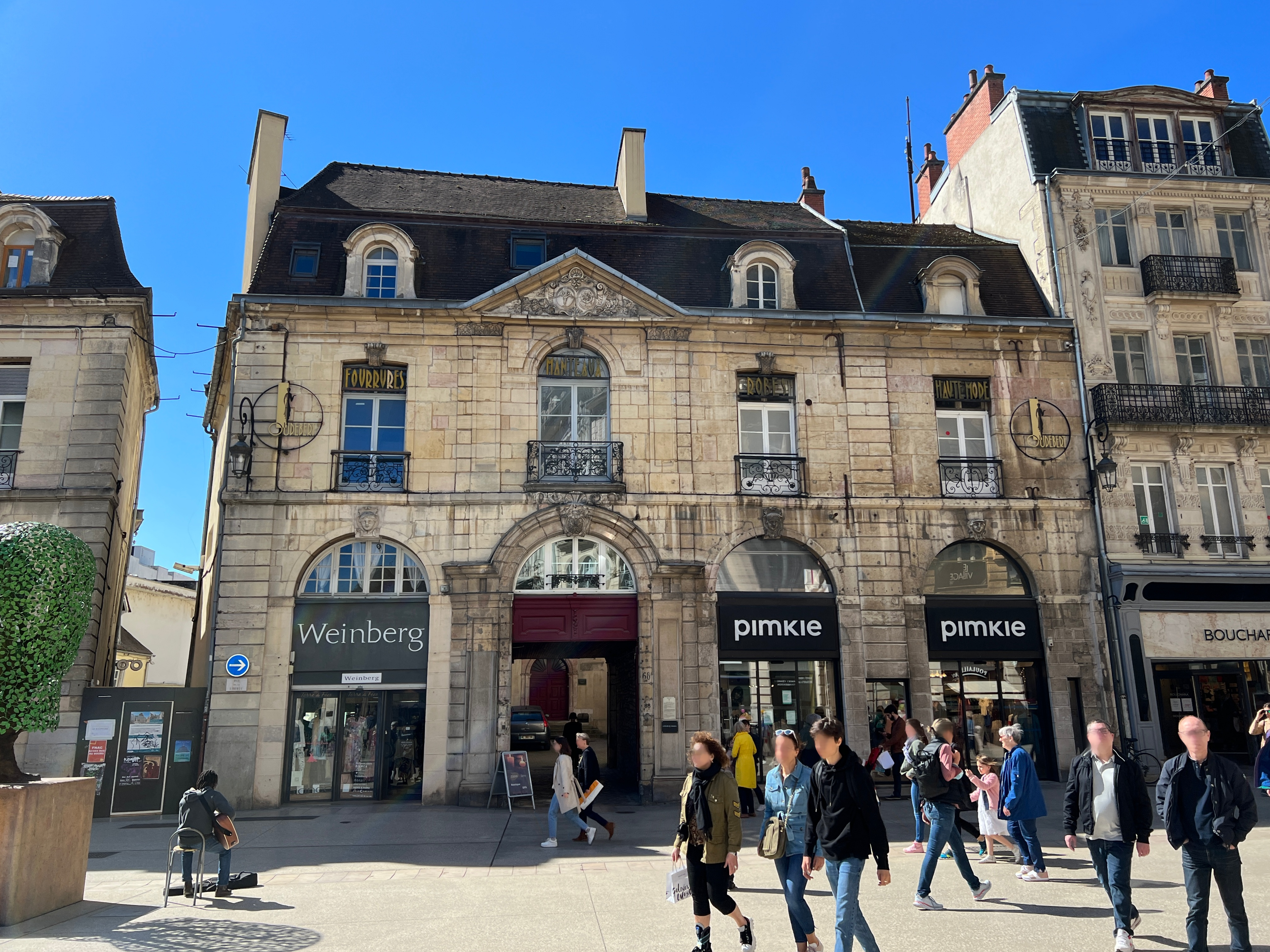
L'hôtel Burteur au n° 68.
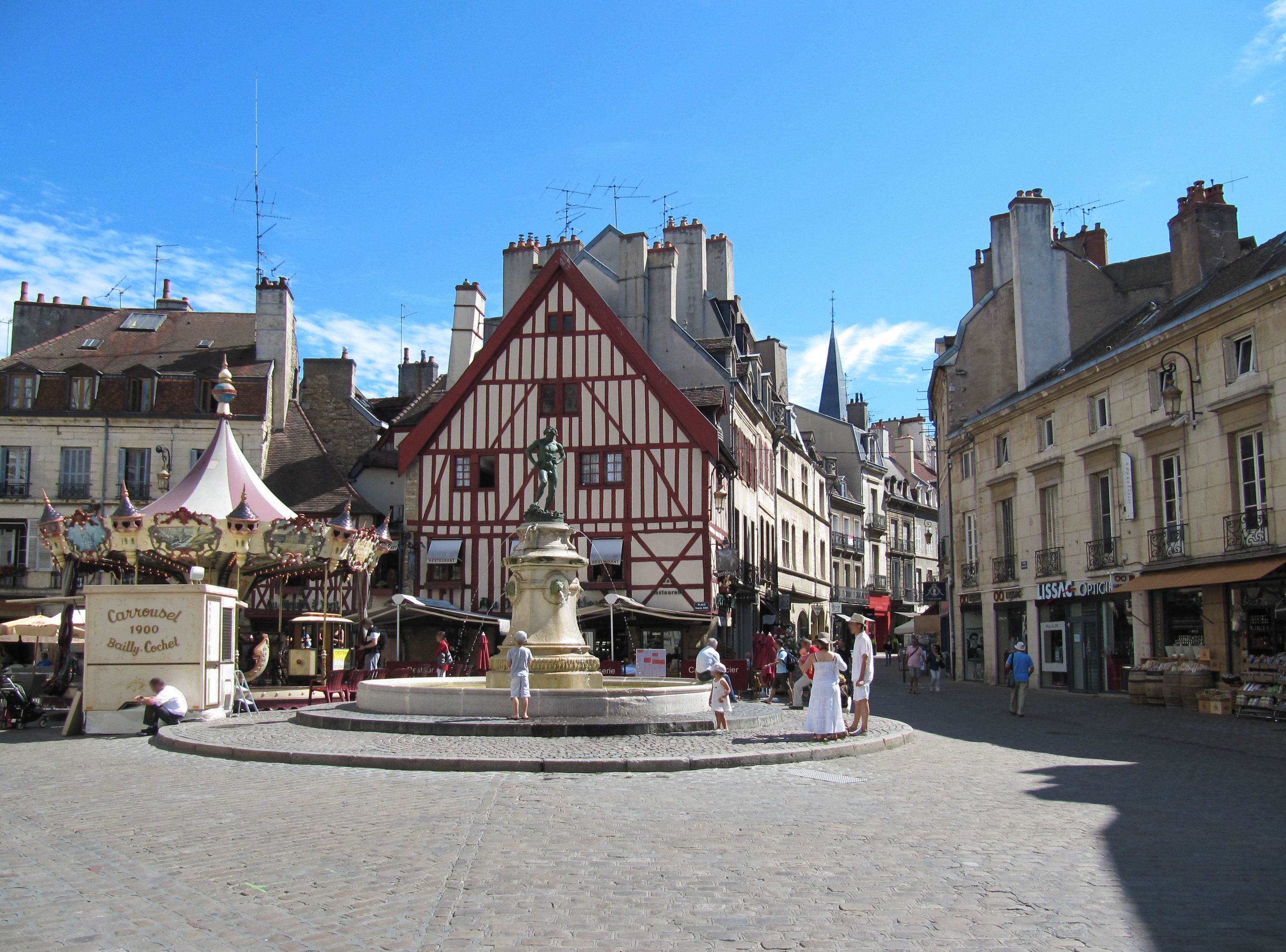
Place François-Rude (dite place du Bareuzai) et fontaine du Bareuzai.
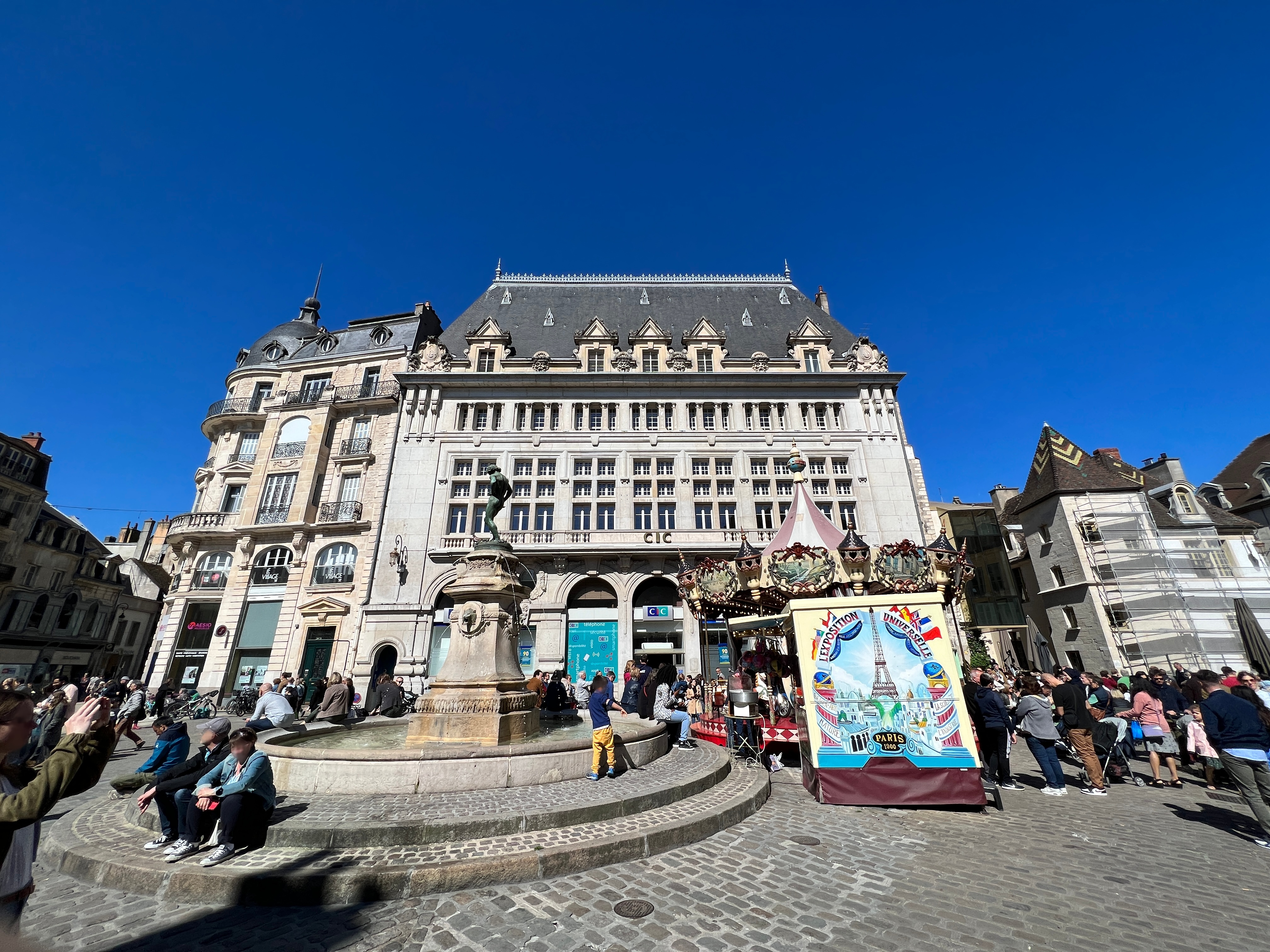
Place François-Rude

### De la place François-Rude à la place de la Libération
Cette partie de la rue de la Liberté a été percée de 1721 à 1725. Les façades des immeubles qui la bordent ont été construites en s'inspirant, au rez-de-chaussée, des arcades de ce qui était alors la place Royale (maintenant place de la Libération). La rue a reçu à l'époque le nom de rue Condé, en hommage aux princes de Condé Henri-Jules de Bourbon-Condé et Louis II de Bourbon-Condé, gouverneurs de la Bourgogne. De 1733 à 1737 a été construite une aile, complétant le palais des États, qui longeait une partie de la rue Condé. Ce bâtiment comporte un portail monumental donnant dans un vestibule précédant le vaste escalier Gabriel qui donne accès à la salle des États de Bourgogne.
Les immeubles de cette partie de la rue se composent pour la plupart d'un rez-de-chaussée et d'un entresol, souvent occupés par un commerce, d'un unique étage et d'un second étage de combles sous la toiture d'ardoise brisée, munie de lucarnes de pierre à ailerons. Au n°90, le magasin Bensimon comporte de remarquables plafonds et décors peints d'une bonneterie, Belime-Bernard, du XIXe siècle, qui ont été redécouverts et restaurés lors de l'installation de ce commerce en 2017.
Ces édifices situés du numéro 70 à 96, entre la place de la Libération et la place François-Rude, sont classés aux monuments historiques : magasins de commerce, maisons du XVIIIe siècle, aux numéros 68, 70, 72, 74, 75, 76, 77, 78, 79, 80, 80 bis, 80 ter, 81, 81 bis, 82, 83, 84, 85, 86, 87, 87 bis, 88, 90, 92, 94, 96.

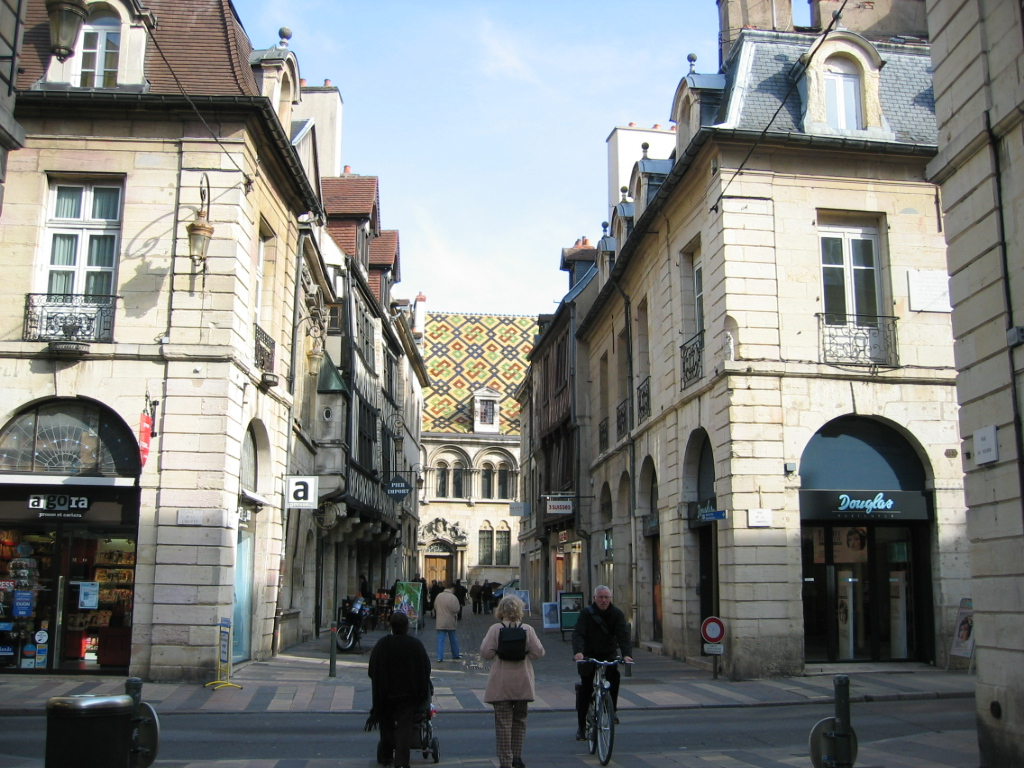
Rue Stéphen Liégeard, et hôtel Aubriot au fond
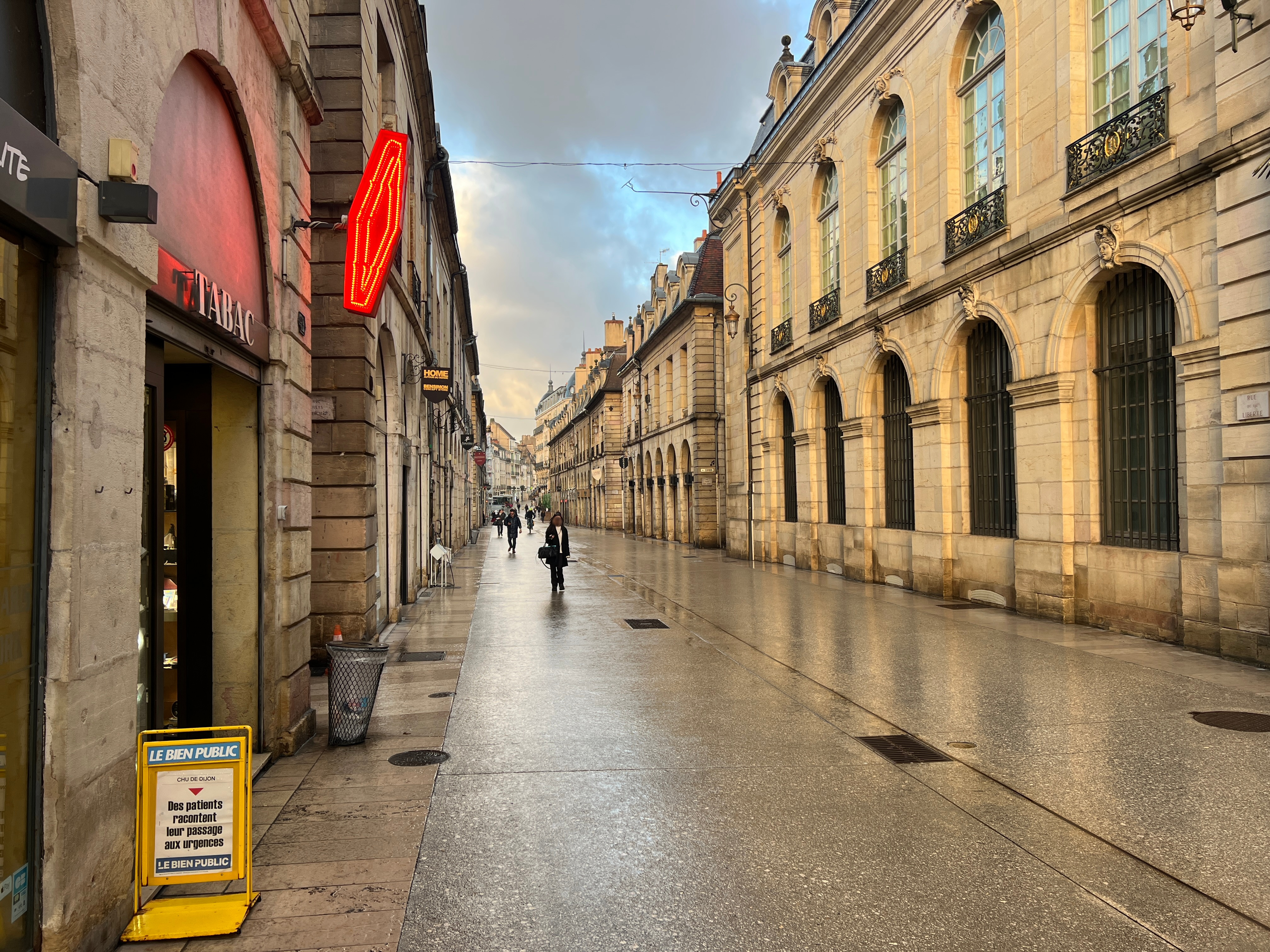
Arcades de la rue de la Liberté
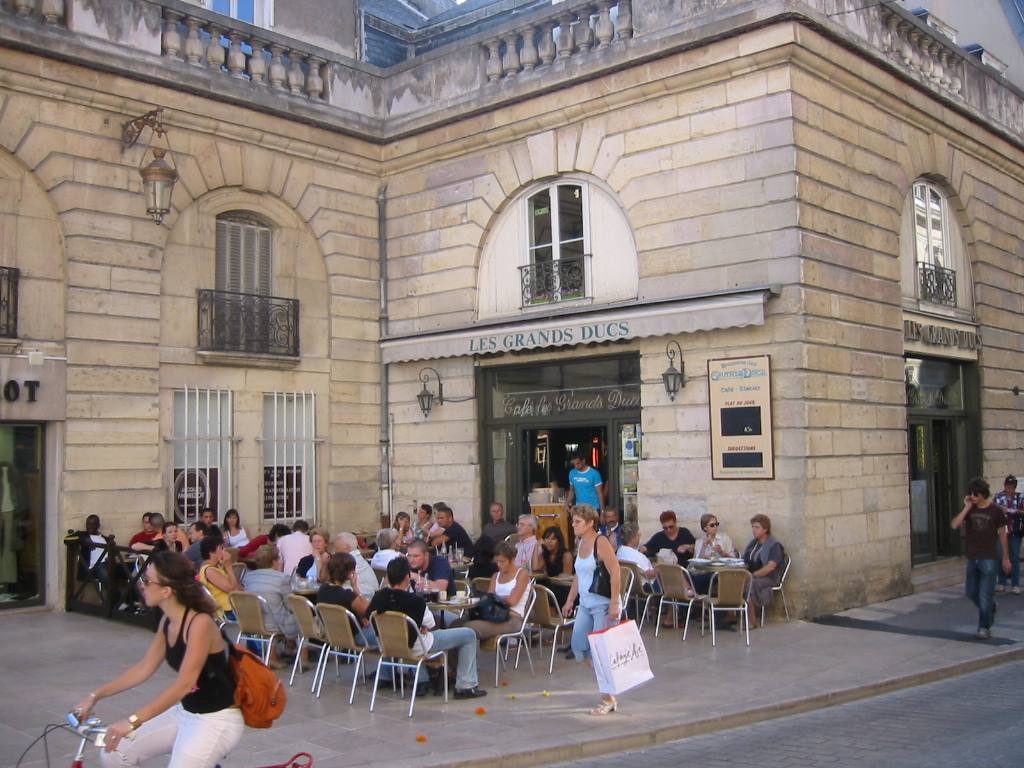
Café « les Grands Ducs »
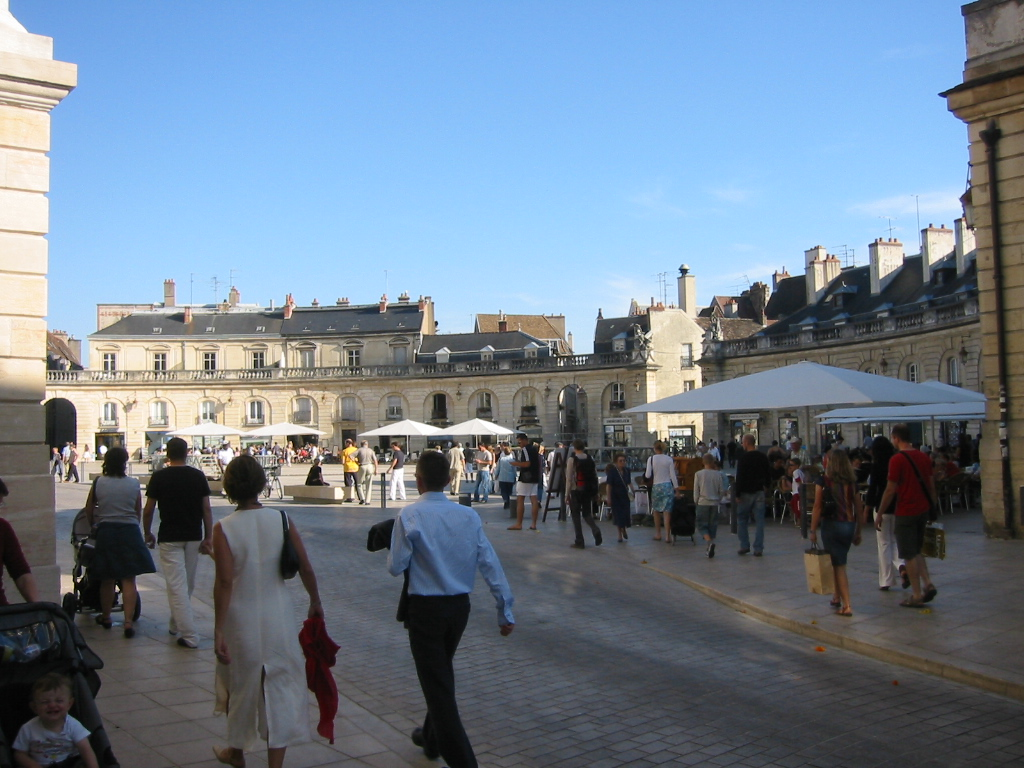
Place de la Libération.
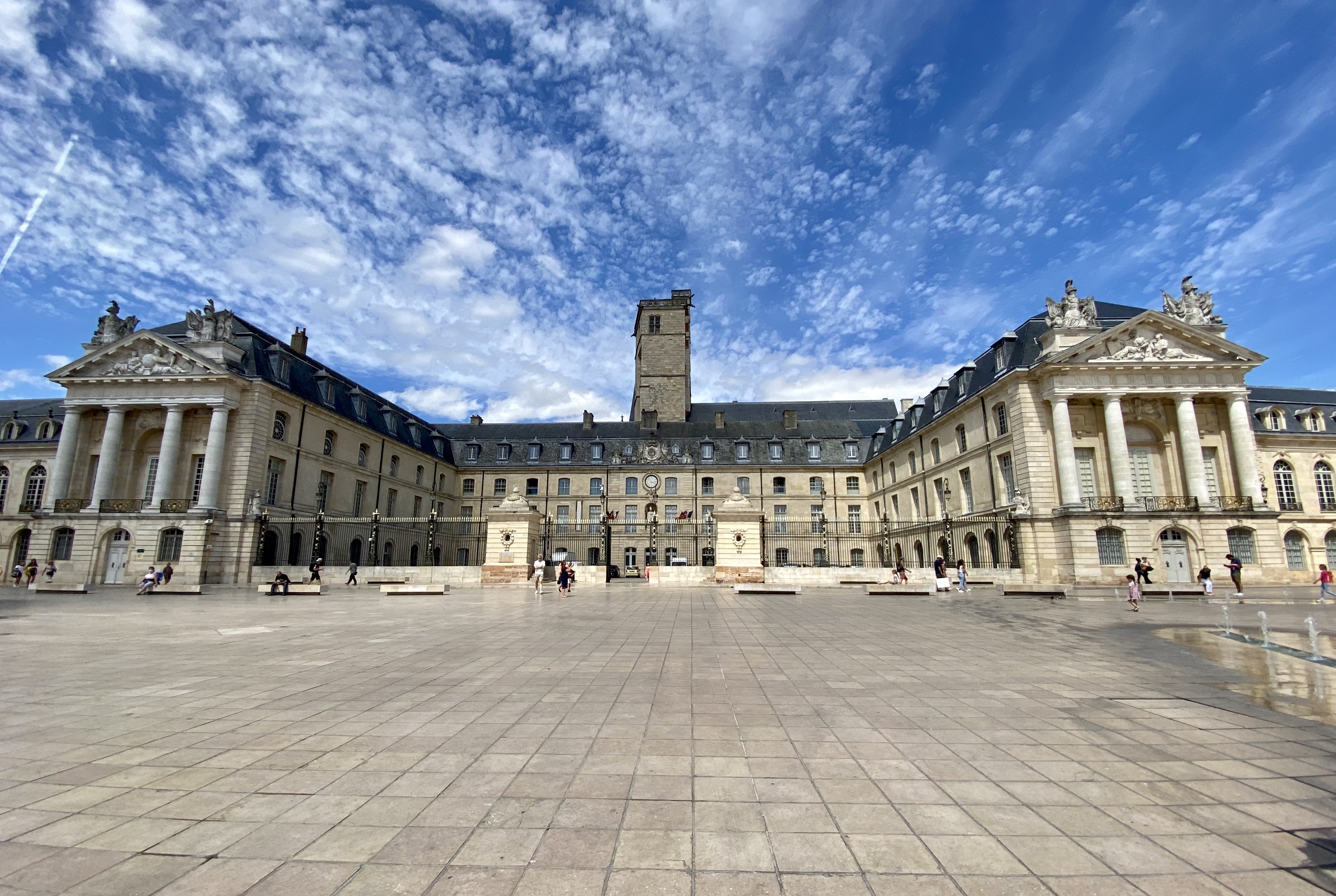
Palais des ducs et des États de Bourgogne, place de la Libération.

## Au cinéma
- 2011 : Voir la mer, de Patrice Leconte.